# Ramona Landgraf
Ramona Landgraf (*  1963 in Potsdam) ist eine ehemalige deutsche Volleyballspielerin.
Ramona Landgraf war vielfache DDR-Nationalspielerin und wurde 1983 Europameisterin. Sie begann mit dem Volleyball in ihrer Heimatstadt Potsdam und spielte später für den SC Dynamo Berlin, mit dem sie mehrfach DDR-Meister wurde und 1984 sowie 1985 den Europapokal der Pokalsieger gewann. Nach der Wende spielte Landgraf bis 1995 beim Zweitligisten TSV Spandau Berlin und danach beim Ligakonkurrenten TvdB Bremen, mit dem sie 1996 in die Bundesliga aufstieg.